# Niobium-titane
Le niobium-titane (NbTi) est un alliage de niobium et de titane, utilisé industriellement comme fil de supraconducteur de type II pour les électroaimants supraconducteurs, normalement sous forme de fibres de Nb-Ti dans une matrice d’aluminium ou de cuivre.
Sa température critique est d’environ 10 kelvins.

## Utilisation notable

### Électroaimants supraconducteurs
Une chambre à bulles au laboratoire national d’Argonne a un électroaimant de 4,8 mètres de diamètre en Nb-Ti produisant un champ magnétique de 1,8 tesla.
Dans le Grand collisionneur de hadrons, les électroaimants (contenant 1 200 tonnes de câbles NbTi) sont refroidis à 1,9 K, pour permettre un fonctionnement à des champs jusqu’à 8,3 T.